# Sigurd Herlofson & Co.
Sigurd Herlofson & Co. war eine norwegische Reederei aus Oslo.
1969 wurde in Bremen die Tochtergesellschaft Herlofson Schiffahrtsgesellschaft KG gegründet.
In den 1980er Jahren geriet das Unternehmen aufgrund hoher Kosten und niedriger Frachtraten in wirtschaftliche Bedrängnis. Im Jahr 1990 wurde es insolvent.